# Blang Rangkuluh
Blang Rangkuluh is een bestuurslaag in het regentschap Bireuen van de provincie Atjeh, Indonesië. Blang Rangkuluh telt 577 inwoners (volkstelling 2010).